# Sonja Eismann

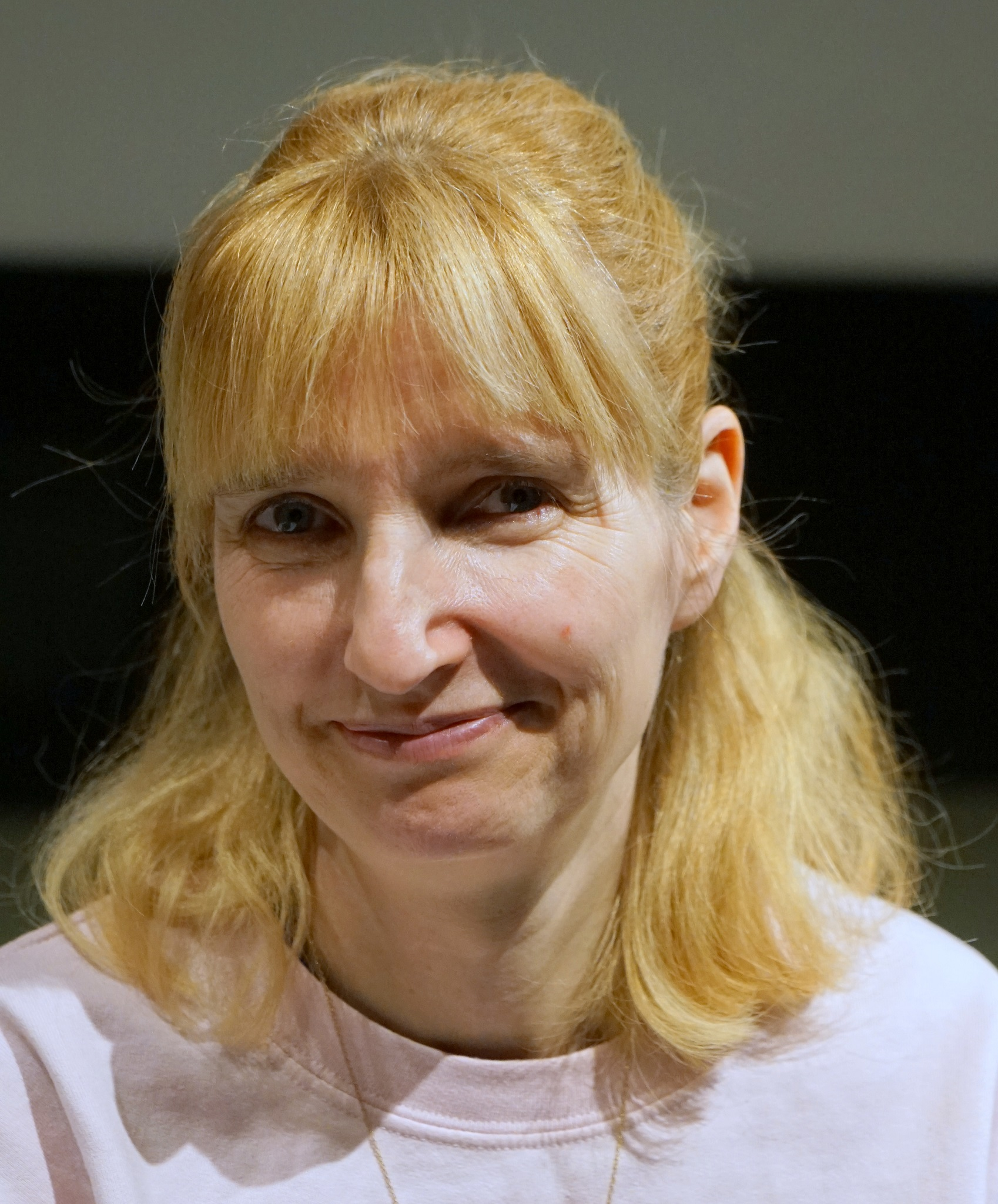
Sonja Eismann, 2023

Sonja Eismann (* 1973 in Heidelberg) ist eine deutsche Journalistin und Kulturwissenschaftlerin. Sie ist Mitbegründerin und Mitherausgeberin des Missy Magazine und lebt in Berlin.

## Leben
Sonja Eismann studierte Vergleichende Literaturwissenschaft in Wien, Mannheim, Dijon und Santa Cruz (USA). 1998 war sie Mitbegründerin der Zeitschrift nylon. KunstStoff zu Feminismus und Populärkultur. Seit 2008 ist sie Mitherausgeberin des Missy Magazine. Sie hat als freie Autorin für verschiedene Zeitschriften geschrieben (u. a. Spex, taz, Jungle World, konkret, Freitag, Deutschlandfunk Kultur).
Sie ist Herausgeberin verschiedener Bücher, beispielsweise (zusammen mit Chris Köver) Mach’s selbst – Do it yourself für Mädchen (2012) und Glückwunsch, du bist ein Mädchen! (2013).
Seit 2007 lehrt sie an verschiedenen Universitäten. Als Wissenschaftlerin liegen ihre Forschungsschwerpunkte auf Repräsentation von Geschlecht in der Populärkultur, Dritte-Welle-Feminismus, gendersensiblem (pop)journalistischem Schreiben, Do-It-Yourself-Kulturen und Modetheorie.
Von 2016 bis 2022 war sie Mitglied im Musikbeirat des Goethe-Institutes.

## Werke

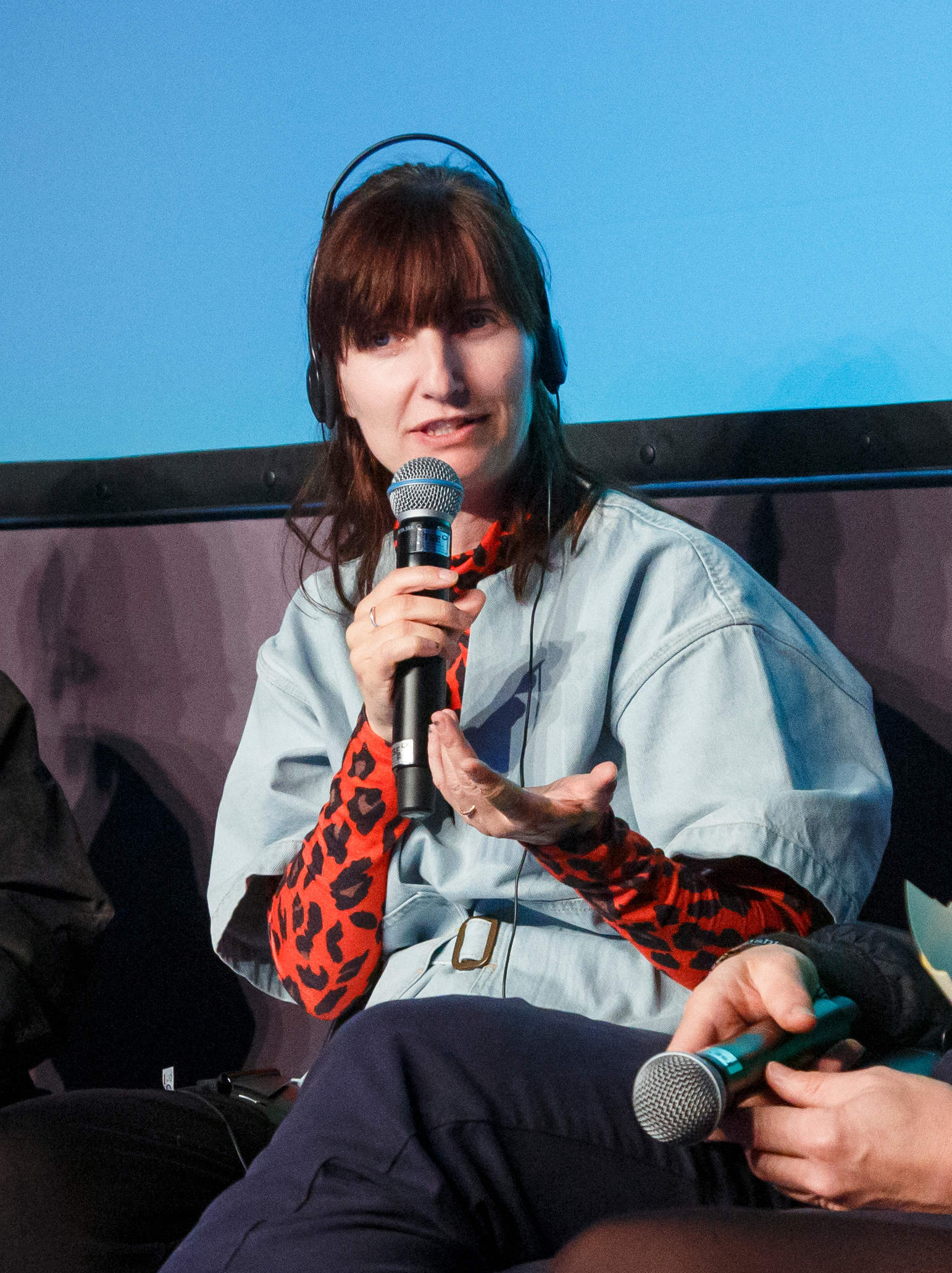
Sonja Eismann, 2019

- Hot Topic. Popfeminismus heute. Ventil Verlag, Mainz 2007 ISBN 978-3-931555-75-7
- Craftista! Handarbeit als Aktivismus. Ventil, Mainz 2011 ISBN 978-3-931555-60-3
- absolute Fashion. orange-press, Freiburg 2012 ISBN 978-3-936086-57-7
- (mit Chris Köver) Mach’s selbst. Do it yourself für Mädchen. Beltz & Gelberg, Weinheim 2012 ISBN 978-3-407-75363-2
- (mit Chris Köver) Glückwunsch, du bist ein Mädchen! Eine Anleitung zum Klarkommen. Beltz & Gelberg, Weinheim 2013 ISBN 978-3-407-75368-7
- mit Anna Mayrhauser: Freie Stücke: Geschichten über Selbstbestimmung. Edition Nautilus, Hamburg 2019 ISBN 978-3-96054-185-1
- Die doppelte Scham. Über das autofiktonale Erzählen der französischen Schriftstellerin Annie Ernaux. Konkret, 9, 2020, S. 54f. (mit Foto: Ernaux und ihre Mutter 1959)
- Wie siehst du denn aus? Warum es normal nicht gibt. Beltz & Gelberg, Weinheim 2020[5]
- Movements and Moments. Indigene Feminismen. Jaja Verlag, 2022[6]
- Wo kommst du denn her? Warum das die falsche Frage ist und was uns wirklich ausmacht. Beltz & Gelberg, Weinheim 2022[7]